# Fenain
 Fenain là một xã ở tỉnh Nord trong vùng Hauts-de-France, Pháp.